# Дембовічкі
Дембовічкі (пол. Dębowiczki) — село в Польщі, у гміні Ольшувка Кольського повіту Великопольського воєводства.
Населення — 158 осіб (2011).
У 1975-1998 роках село належало до Конінського воєводства.

## Демографія
Демографічна структура станом на 31 березня 2011 року:
|          | Загалом | Допрацездатний вік | Працездатний вік | Постпрацездатний вік |
| -------- | ------- | ------------------ | ---------------- | -------------------- |
| Чоловіки | 83      | 22                 | 56               | 5                    |
| Жінки    | 75      | 11                 | 43               | 21                   |
| Разом    | 158     | 33                 | 99               | 26                   |